# روح مومیایی
روح مومیایی (انگلیسی: The Mummy's Ghost) یک فیلم در ژانر ترسناک و علمی تخیلی به کارگردانی رجینالد ده بورگ است که در سال ۱۹۴۴ منتشر شد.

## بازیگران
- لان چینی جونیور
- جان کارادین
- رابرت لووری
- بارتون مک‌لین
- فرانک رایشر
- کلیر ویتنی
- جرج زوکو
- هری شانون
- مارتا ویکرز
- بس فلاور
- ایوان تریسولت
- ویلیام دزموند
- امت ووگان